# Ana Ambrazienė
Ana Ambrazienė (Vilna, Lituania, 14 de abril de 1955 – 12 de febrero de 2025) fue una atleta soviética, especializada en la prueba de 400 m vallas en la que llegó a ser subcampeona mundial en 1983.

## Carrera deportiva
En el Mundial de Helsinki 1983 ganó la medalla de plata en los 400 metros vallas, con un tiempo de 54.15 segundos, llegando a la meta tras su compatriota la también soviética Yekaterina Fesenko y por delante de la alemana Ellen Neumann-Fiedler.